# Колицка кула
Колицката кула (на гръцки: Πύργος Κολιτσούς) е средновековно отбранително съоръжение в развалини, разположено на полуостров Света гора, Халкидики, Гърция.

## Местоположение
Останките от кулата са източно от Ватопедския манастир и северно от килията „Рождество на Свети Йоан Предтеча“.

## История
Кулата е сграда от XII или XIII век. Принадлежа е на Каледзкия (Καλέτζη) или Колицкия манастир (Κολιτσούς). Манастирът е основан от рода Каледзис или Календзис от Мани.
През XIV век кулата е реновирана и става собственост на манастира Ватопед заедно с други стари съседни манастири като Халкейския, Берския, Йеропатор. Смята се, че ремонтът и дарението на кулата е извършено през 1341 година от император Йоан VI Кантакузин, който през същата година посещава манастира Ватопед.